# Шамберг, Владимир Михайлович
Владимир Михайлович Шамберг (20 февраля 1926 года, г. Москва — 4 марта 2014 года, г. Алегзандрия, штат Вирджиния), советский и российский ученый-американист, экономист-международник. Доктор экономических наук (1971). Специалист по экономике США.

## Биография
Окончил Московский институт международных отношений (1948) и аспирантуру Института экономики АН СССР (1952).
В 1953-1954 гг. преподавал в Куйбышевском индустриальном институте. В 1954-1959 гг. работал в Издательстве политической литературы (Политиздат).
С 1959 по 1990 год работал в Институте мировой экономики и международных отношений АН СССР.
С осени 1990 года преподавал в высших учебных заведениях США, в том числе в Колумбийском, Джорджтаунском и Коннектикутском университетах, а с осени 1992 — в Академии военно-воздушных сил США в штате Колорадо.
Ответственный редактор справочника «Мировая экономика» (1964, 1965, 1967).
Отец Максима Владимировича Бойко. Внук Соломона Абрамовича Лозовского. Был женат первым браком на дочери члена Политбюро ЦК ВКП(б) Г. М. Маленкова Воле, брак был расторгнут в 1949 году по инициативе Воли (по некоторым сведениям, под давлением).
По собственным словам, дружил со Светланой Аллилуевой.

## Основные работы
- О буржуазных концепциях экономического соревнования двух систем. Критический очерк (1962);
- США: Проблемы и противоречия государственно-монополистического регулирования экономического роста (1974);
- Экономический и социальный портрет США (1990) (в соавторстве).
- The Soviet Atomic Bomb (2001).